# Женевуа, Ромен
Роме́н Женевуа́ (фр. Romain Genevois; 28 октября 1987, Ль'Эстер, Гаити) — гаитянский футболист, защитник французского клуба «Канн» и сборной Гаити.

## Карьера

### Клубная
Первым европейским клубом в карьере Ромена Женевуа стал французский «Геньон». Защитник дебютировал в команде в сезоне 2005/2006, сыграв в кубковом матче. 12 январе 2007 года, заменив Александра Ова за 9 минут до конца матча с «Ньором», Женевуа впервые сыграл в Лиге 2. Во втором французском дивизионе футболист выступал до окончания сезона 2007/08, когда «Геньон» вылетел в Насьональ. В последнем для матче сезона Женевуа забил первый гол за команду, поразив ворота Себастьена Шаббера из «Амьена». Отыграв за «Геньон» ещё один сезон в третьем дивизионе, гаитянский защитник вернулся в Лигу 2, став игроком «Тура».
За новый клуб Ромен Женевуа впервые сыграл 1 августа 2009 года в матче кубка лиги против «Гавра». 1 декабря 2009 года в первом тайме матча с «Ванном» защитник с передачи Янника Йенга забил первый гол за «Тур», а после перерыва поразил уже свои ворота, что не помешало его команде одержать победу со счётом 2:1. Всего за 3 года выступлений в «Туре» Женевуа сыграл за команду в различных турнирах 112 матчей и забил 10 голов.
По окончании сезона 2011/2012 Ромен Женевуа перешёл в «Ниццу». Провёл первый матч в Лиге 1 11 августа 2012 года (против «Аяччо»). По итогам сезона 2011/12 клуб с Лазурного Берега завоевал право выступления в Лиге Европы, и в матче с кипрским «Аполлоном», состоявшемся 22 августа 2013 года, Женевуа дебютировал в этом турнире. 18 декабря 2013 года в матче кубка лиги Женевуа забил первый гол за «Ниццу» (в ворота Пьеррика Кро из «Сошо»).

### В сборной
Ромен Женевуа в 2008 году дебютировал в сборной Гаити. Защитник сыграл за национальную команду 2 матча и был вызван в сборную на Кубок Америки 2016.

## Статистика
| Клуб              | Сезон             | Национальный чемпионат | Национальный чемпионат | Национальный чемпионат | Национальные кубки | Национальные кубки | Еврокубки | Еврокубки | Всего | Всего |
| Клуб              | Сезон             | Лига                   | Игры                   | Голы                   | Игры               | Голы               | Игры      | Голы      | Игры  | Голы  |
| ----------------- | ----------------- | ---------------------- | ---------------------- | ---------------------- | ------------------ | ------------------ | --------- | --------- | ----- | ----- |
| Геньон            | 2005/06           | Лига 2                 | 0                      | 0                      | 1                  | 0                  | 0         | 0         | 1     | 0     |
| Геньон            | 2006/07           | Лига 2                 | 4                      | 0                      | 0                  | 0                  | 0         | 0         | 4     | 0     |
| Геньон            | 2007/08           | Лига 2                 | 30                     | 1                      | 2                  | 0                  | 0         | 0         | 32    | 1     |
| Геньон            | 2008/09           | Лига 3                 | 30                     | 2                      | 3                  | 0                  | 0         | 0         | 33    | 2     |
| Всего за «Геньон» | Всего за «Геньон» | Всего за «Геньон»      | 64                     | 3                      | 6                  | 0                  | 0         | 0         | 70    | 3     |
| Тур               | 2009/10           | Лига 2                 | 36                     | 1                      | 5                  | 0                  | 0         | 0         | 41    | 1     |
| Тур               | 2010/11           | Лига 2                 | 35                     | 7                      | 2                  | 0                  | 0         | 0         | 37    | 7     |
| Тур               | 2011/12           | Лига 2                 | 30                     | 2                      | 4                  | 0                  | 0         | 0         | 34    | 2     |
| Всего за «Тур»    | Всего за «Тур»    | Всего за «Тур»         | 101                    | 10                     | 11                 | 0                  | 0         | 0         | 112   | 10    |
| Ницца             | 2012/13           | Лига 1                 | 25                     | 0                      | 3                  | 0                  | 0         | 0         | 28    | 0     |
| Ницца             | 2013/14           | Лига 1                 | 13                     | 0                      | 1                  | 1                  | 2         | 0         | 16    | 1     |
| Всего за «Ниццу»  | Всего за «Ниццу»  | Всего за «Ниццу»       | 38                     | 0                      | 4                  | 1                  | 2         | 0         | 44    | 1     |
| Всего за карьеру  | Всего за карьеру  | Всего за карьеру       | 203                    | 13                     | 21                 | 1                  | 2         | 0         | 226   | 14    |